# جين ماري مانسفيلد
جين ماري مانسفيلد (بالإنجليزية: Jayne Marie Mansfield)‏ هي بلاي ميت وممثلة أمريكية، ولدت في 8 نوفمبر 1950 في برين مار ‏ في الولايات المتحدة.

## وصلات خارجية
- جين ماري مانسفيلد على موقع IMDb (الإنجليزية)